# Maurizio Ciampi (arbitro)
Maurizio Ciampi (Benevento, 24 novembre 1972) è un ex arbitro di calcio italiano.
Dal 3 luglio 2021 è responsabile e designatore della CAN C, Campionato Primavera e Serie A femminile, in sostituzione di Antonio Damato. Fanno parte della CAN C Archiviato il 23 dicembre 2019 in Internet Archive. l'ex arbitro di serie A Pasquale Rodomonti, gli ex assistenti arbitrali di serie A Gianluca Cariolato Archiviato il 23 dicembre 2019 in Internet Archive., Fabio Comito Archiviato il 23 dicembre 2019 in Internet Archive. e Mauro Tonolini e l'ex arbitro di serie D Carina Susana Vitulano, anch'essi nominati il 3 luglio 2021.

## Carriera
Appartenente alla sezione AIA di Roma 1, dopo aver messo insieme 53 partite in serie C1 nei quattro anni di permanenza alla C.AN. C (compresa la finale play-off del 2005 tra Mantova e Pavia, nel 2005 viene promosso nella massima categoria per decisione dell'allora designatore Maurizio Mattei.
L'esordio in Serie A risale all'8 gennaio 2006, quando diresse il successo interno del ChievoVerona sul Lecce (3-1 al fischio finale).
Nell'estate 2006 viene coinvolto nell'inchiesta Calciopoli, visto che il suo nome era inserito in alcune intercettazione telefoniche al centro dell'indagine (veniva ritenuto facente parte della cosiddetta "combriccola romana" di direttori di gara e assistenti che ruotava attorno all'arbitro internazionale, poi sanzionato, Massimo De Santis). Dopo una prima sospensione di due mesi comminata dalla Commissione Disciplinare dell'A.I.A., arriva successivamente il proscioglimento dopo che la Corte Federale FIGC aveva rilevato un difetto di giurisdizione in quel provvedimento.
Il 3 luglio 2010, con la scissione della C.A.N. A-B in C.A.N. A e C.A.N. B, viene inserito nell'organico della C.A.N. B.
Nel corso della stagione si distingue come uno dei migliori elementi dell'organico, raggiungendo lo storico traguardo delle 100 gare in serie B e chiudendo l'annata dirigendo Milan-Cagliari a S. Siro, davanti a 80 000 spettatori che festeggiavano lo scudetto del Milan.
Nel giugno[2012 è designato dalla CAN B per dirigere la partita di ritorno del play-out, tra Empoli e Vicenza.
Nel maggio 2013 è designato per la semifinale di andata dei play-off per l'accesso in serie A, tra Brescia e Livorno.
Al termine della stagione 2013-2014, vanta 20 presenze in serie A.

Il 2 luglio 2014 viene resa nota la sua dismissione dalla CAN B per limiti di permanenza nel ruolo.

Nella stagione 2014-2015 viene inserito quale componente della Commissione Arbitri Nazionale Serie D (CAN D).
Nella stagione 2017-2018 viene inserito quale componente della Commissione Arbitri Nazionale PRO (CAN PRO), permanendo in tale ruolo fino alla stagione sportiva 2020-2021.
Il 3 luglio 2021, l'Associazione Italiana Arbitri rende nota la sua nomina quale Responsabile della Commissione Arbitri Nazionale Serie C (CAN C), subentrando ad Antonio Damato.